# 速霸陸Exiga
速霸陸Exiga（日语：スバル・エクシーガ）為2008年起日本富士重工業製造、販售的七人座緊湊型多功能休旅車或跨界休旅車，澳洲市場的車名則為速霸陸Liberty Exiga。2015年4月大幅改良後，更名為速霸陸Exiga Crossover 7，直至2018年3月30日停止販售。
車名「Exiga」乃是英語中「exciting（興奮的）」加上「active（活潑的）」的造詞。

## 歷史與概要
早在1990年芝加哥車展中，富士重工業便發表一輛名為「SRD-1」的概念車，這輛車可乘坐8人，而且車高僅有1,311mm。1995年第31屆東京車展上展出另一輛「α-Exiga」概念車；兩年後的第32屆東京車展則展出「Exiga」；2001年第35屆東京車展亦展出另一輛類似概念的「WX-01」；2007年第38屆東京車展公開「Exiga Concept」，乃量產版之雛形。
2008年 - 6月17日正式發表七人座緊湊型多功能休旅車Exiga，採用新開發的SI-Chassis底盤平台，但是和第四代Legacy五門旅行車車型相比，長寬高分別多60mm、45mm、160mm，可說是大了一號。內裝部分的座椅採2+3+2的配置，可調整座椅倒臥以變化空間，另有延伸至第二排的車頂天窗。內裝配色共分黑、白二色，可選擇木紋或金屬飾板，基本配備有恆溫空調、CD音響主機、免鑰匙感應門鎖系統（keyless entry system）與引擎啟動按鈕（push start system）等，另可加價選購倒車影像顯示、衛星導航系統、吸頂式銀幕等配備。動力心臟分別為2.0L水平對臥四缸DOHC EJ204型引擎和2.0L水平對臥四缸DOHC EJ205型渦輪增壓引擎，輸出功率分別為148ps / 6,000rpm、19.5kg·m / 3,200rpm以及225ps / 5,600rpm、33.2kg·m / 4,400rpm。自然進氣版可選擇四速手自排變速箱搭配FF或4WD，渦輪增壓版則一律為五速手自排組合和4WD的組合。此外，高端等級車型另具備了SI-DRIVE駕駛輔助系統。
2009年 - 日本國土交通省與JNCAP（獨立行政法人自動車事故對策機構）在4月針對Exiga作測試，綜合評價獲得滿分六顆星。9月2日進行小改款，並邀請職業足球選手中村俊輔擔任產品代言人。部分車型納入Lineartronic CVT變速箱、EyeSight行車安全輔助系統和VDC車輛動態穩定系統等配備，而方向盤換檔撥片則成為全車系的標準配備。此外新增特仕車「2.0i S-style」，以「2.0i」車型為基礎增添後尾翼、HID頭燈、雙排氣尾管、前霧燈、防紅外線深色玻璃、加熱除霧後視鏡、撥水加工前擋玻璃、專用金屬藍車色塗裝等配備。
同年10月20日推出由速霸陸技術國際（Subaru Tecnica International，縮寫成STI）打造的「2.0GT tuned by STI」，限量300部。該特仕車採用STI開發與製造的避震器、懸吊系統、排氣尾管、輪圈、空力套件等，內裝則含有兩張打印STI廠徽標誌的阿爾坎塔拉仿皮桶型座椅，儀表板與方向盤也有STI的螢光粉紅字樣，同時前座都改成紅色車縫線，排檔座飾板也換上碳纖維材質。11月2日起開始在澳洲市場以速霸陸Liberty Exiga之名販售，最大的不同是澳規車為三排座椅、六個座位之設定。12月24日新增2.5L水平對臥四缸SOHC EJ253型引擎，搭配Lineartronic CVT變速系統。
2010年 - 12月21日推出特別仕樣車「2.0i-S Limited」、「2.0GT Limited」二款，其中「2.0GT Limited」新增MOMO跑車方向盤、時速錶刻度至220km/hr的白光儀錶板、引擎啟動按鈕、真皮及麂皮雙縫線座椅、17吋六爪鋁合金鋼圈等；而「2.0i-S Limited」換裝新設計的水箱護罩、HID氙氣頭燈與鈦色塗裝的17吋10幅式鋁合金鋼圈，內裝則新增方向盤換檔撥片與金屬踏板組；此外兩款車型均換裝碳纖維裝飾的中控台及排檔座飾板。
2011年 - 6月28日再度小改款，並邀請男演員江口洋介擔綱代言人。外觀方面，頭燈組及水箱護罩重新設計，並將自動光感應頭燈、EyeSight系統、深色金屬飾板、新設計座椅、方向盤換檔撥片等列入標準配備，SI-DRIVE系統、全景式天窗、煞車及油門金屬踏板、巡航定速系統、衛星導航與影音系統、免鑰匙感應門鎖系統等則為選購配件。
2012年 - 7月3日同步推出第三度小改款以及限量300部的「tS」特仕車。2.5L車型改換新開發的2.5L水平對臥四缸DOHC FB25型引擎，同時重新調校懸吊系統，部分等級並加裝可提升燃油效率的怠速熄火系統。再者，精進的EyeSight系統包含了自動偵測與前車的間距、進而自動跟車定速巡航與輔助煞車，加上車道偏離時會自動預警、煞車優先系統等。至於「tS」特仕車，包含18英吋輕量化鋁圈、普利司通215/45R18 RE050A跑車胎、倒立式前避震器、底盤強化套件、引擎室拉桿、Brembo制動系統、運動化排氣系統等；內裝部分則有刻度直上240km/hr的STI儀錶板、紅色縫線的方向盤及排檔頭、tS專屬金屬門檻踏板、鋁合金踏板組、跑車座椅、引擎啟動按鈕等。

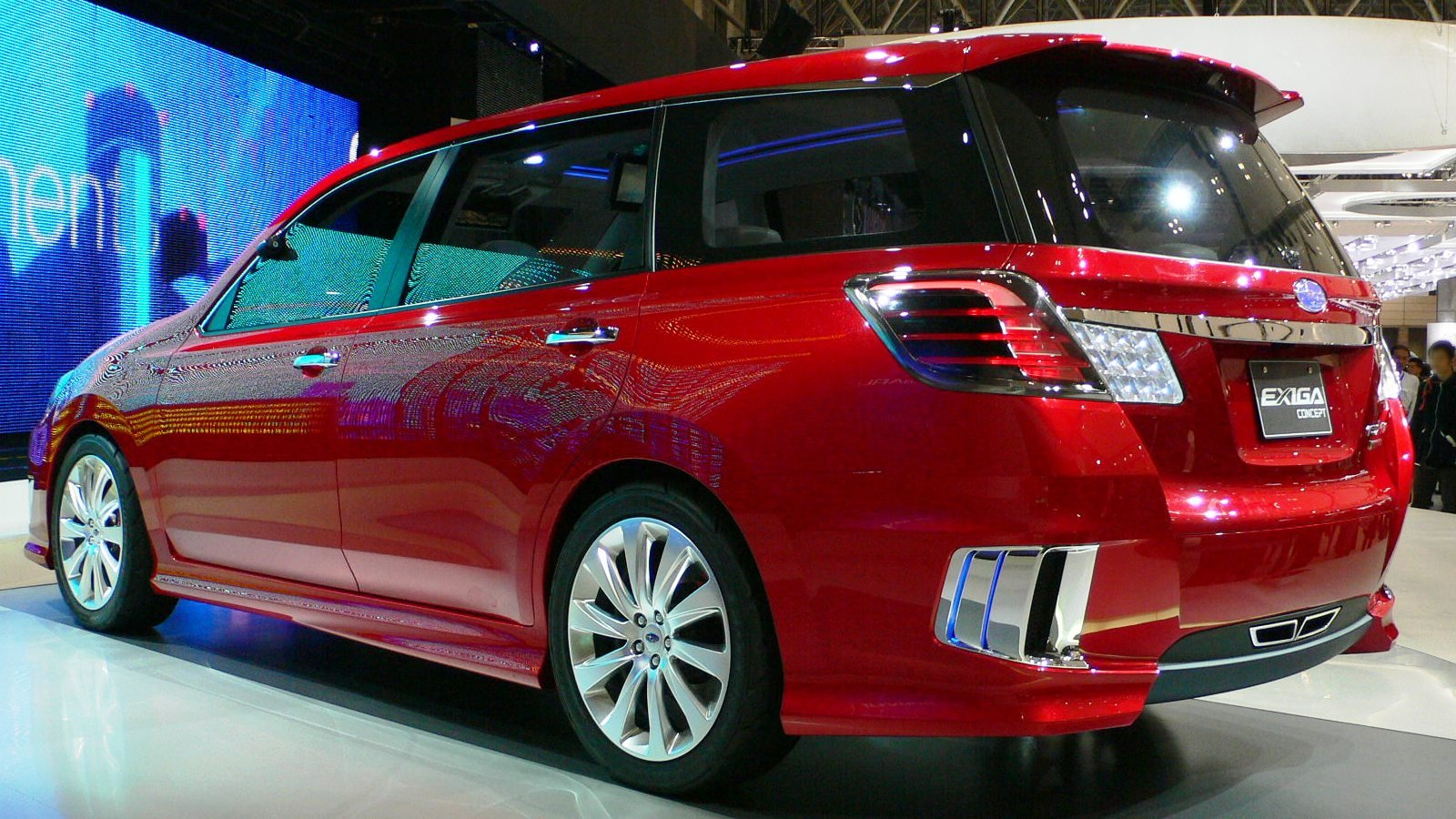
第43屆東京車展展出的Crossover 7 Concept

2013年 - 8月19日發售「2.5i EyeSight S Package」特仕車，導入可以自動偵測與前車的間距、進而自動跟車定速巡航與輔助煞車，加上車道偏離時會自動預警、煞車優先系統等的EyeSight（ver.2）系統。外觀方面具有燻黑HID頭燈組、鍍鉻進氣壩、18吋鋁合金輪圈、普利司通215/45R18 RE050A輪胎、倍適登（Bilstein）運動化懸吊系統、後下分流器、口徑加大的左右雙出排氣尾管等；內裝方面換上黑銀雙色真皮麂皮座椅、碳纖維式樣飾板、雙前座八向電動調整座椅、免鑰匙感應門鎖等配備。同年11月，原廠在第43屆東京車展上發表「Crossover 7 Concept」概念車。
2014年 - 7月17日部分改良，且以「2.5i EyeSight」為基礎而開發的特仕車「Exiga AIRBREAK」上市，其中後者具備大面積全景式天窗、雙前座八向電動調整、Keyless免鑰匙感應門鎖系統、Push Start引擎啟動按鈕、雙材質座椅、17吋鋁合金輪圈、鍍鉻電動收納後視鏡、專屬銘牌等配備，並增加雙前座側邊SRS安全氣囊和氣簾。
2015年 - 4月16日發售速霸陸Exiga Crossover 7，乃以2013年東京車展公開的概念車「Crossover 7 Concept」為基礎而開發。車頭改採六角水箱罩及ㄇ字形霧燈，換裝全新懸吊系統後最低地上高增加170mm，車寬也增加25mm而達到1,800mm；動力方面則配置2.5L水平對臥四缸DOHC FB25型引擎。
2016年 - 1月5日開始發售特仕車「Modern Style」，主要變更在於內裝採黑色、棕色相間之設計，並增加儀表飾板、專屬輪框等配備。
2018年 - 3月30日正式停止發售。

### 獲獎紀錄
- 2008年：獲得第29屆日本年度風雲車最具樂趣特別獎。

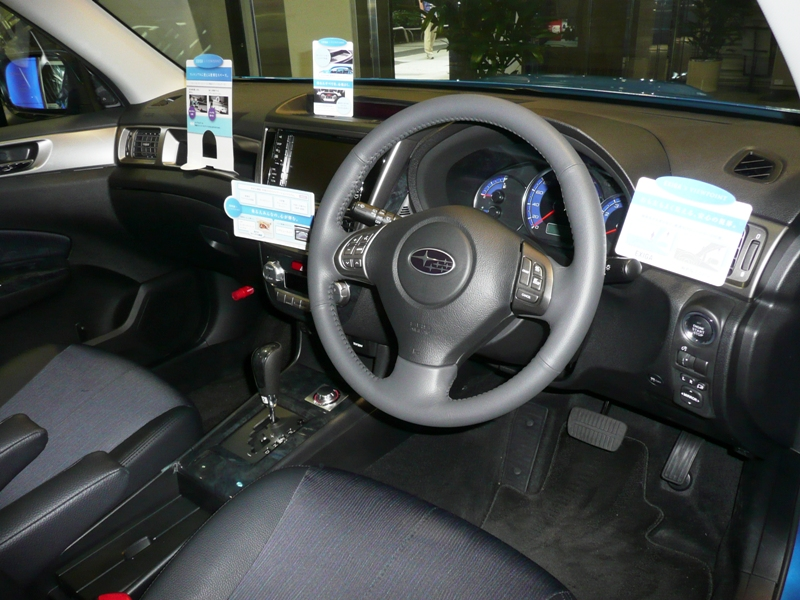
車室內裝
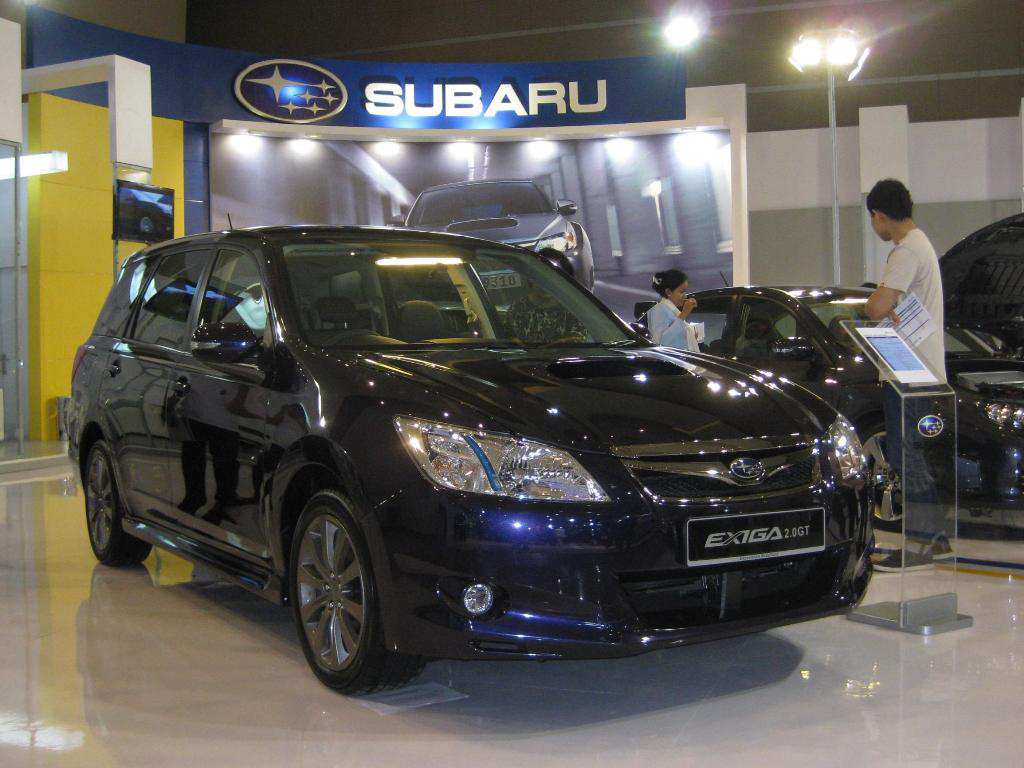
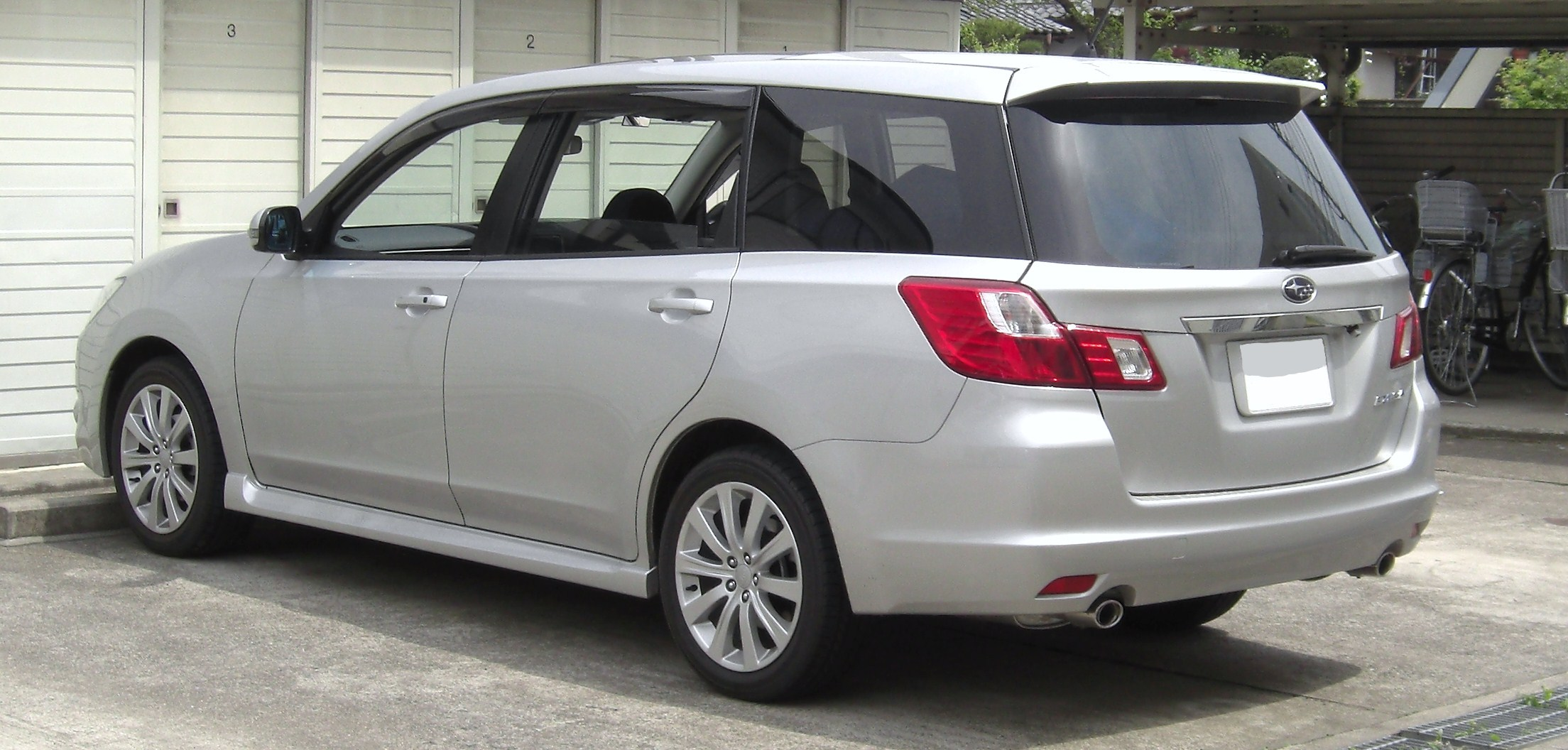
車尾
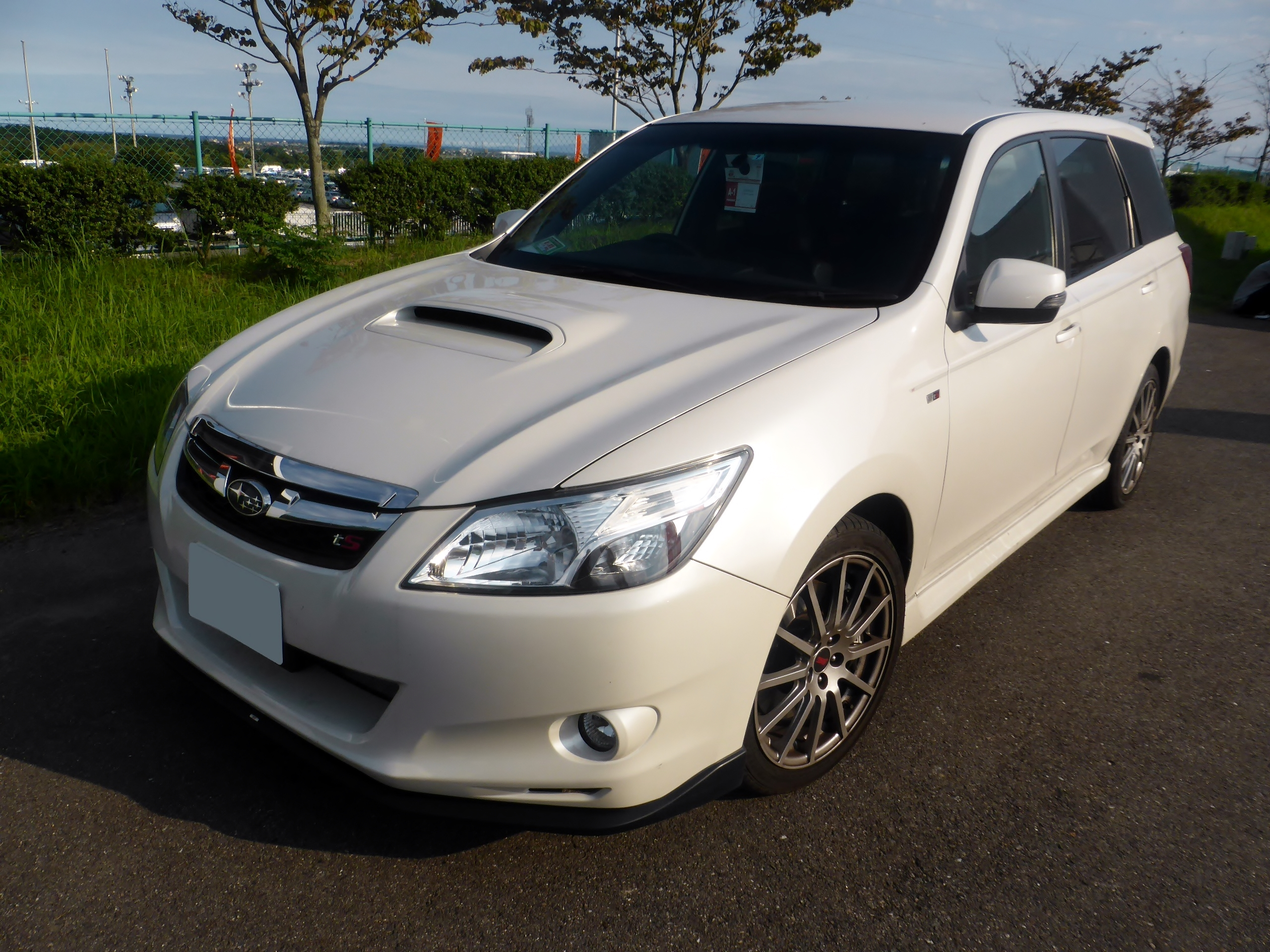
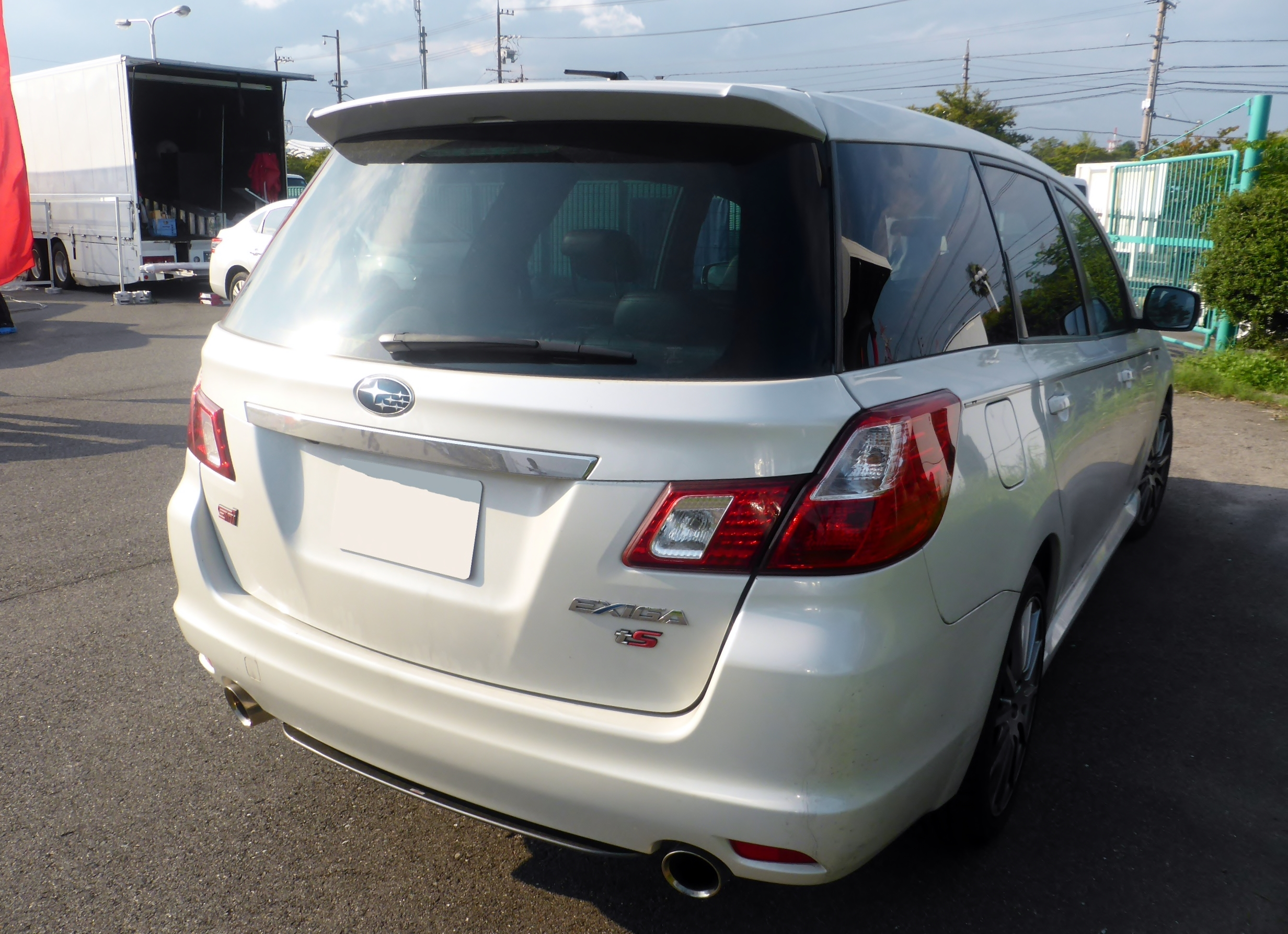
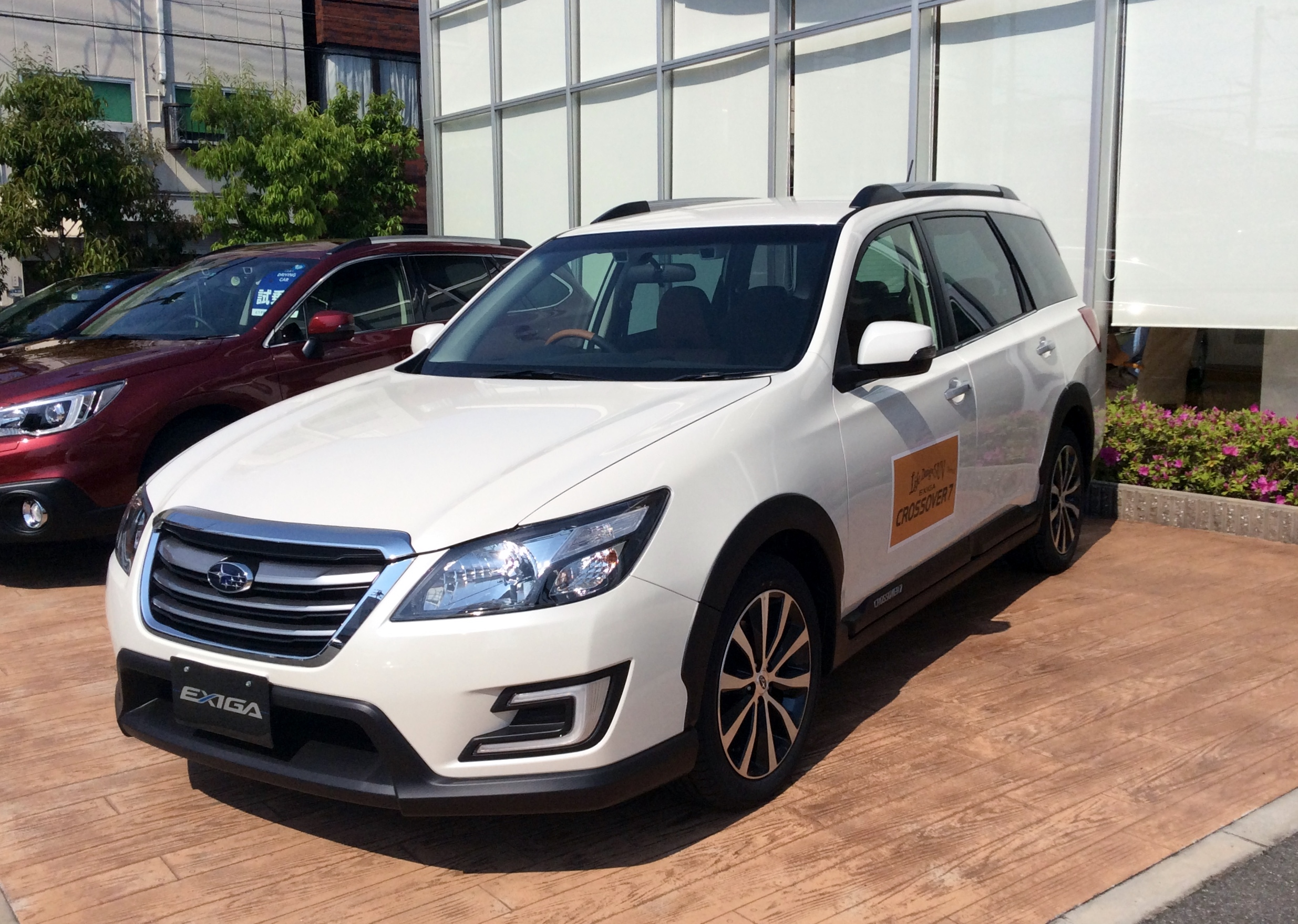
Exiga Crossover 7車頭
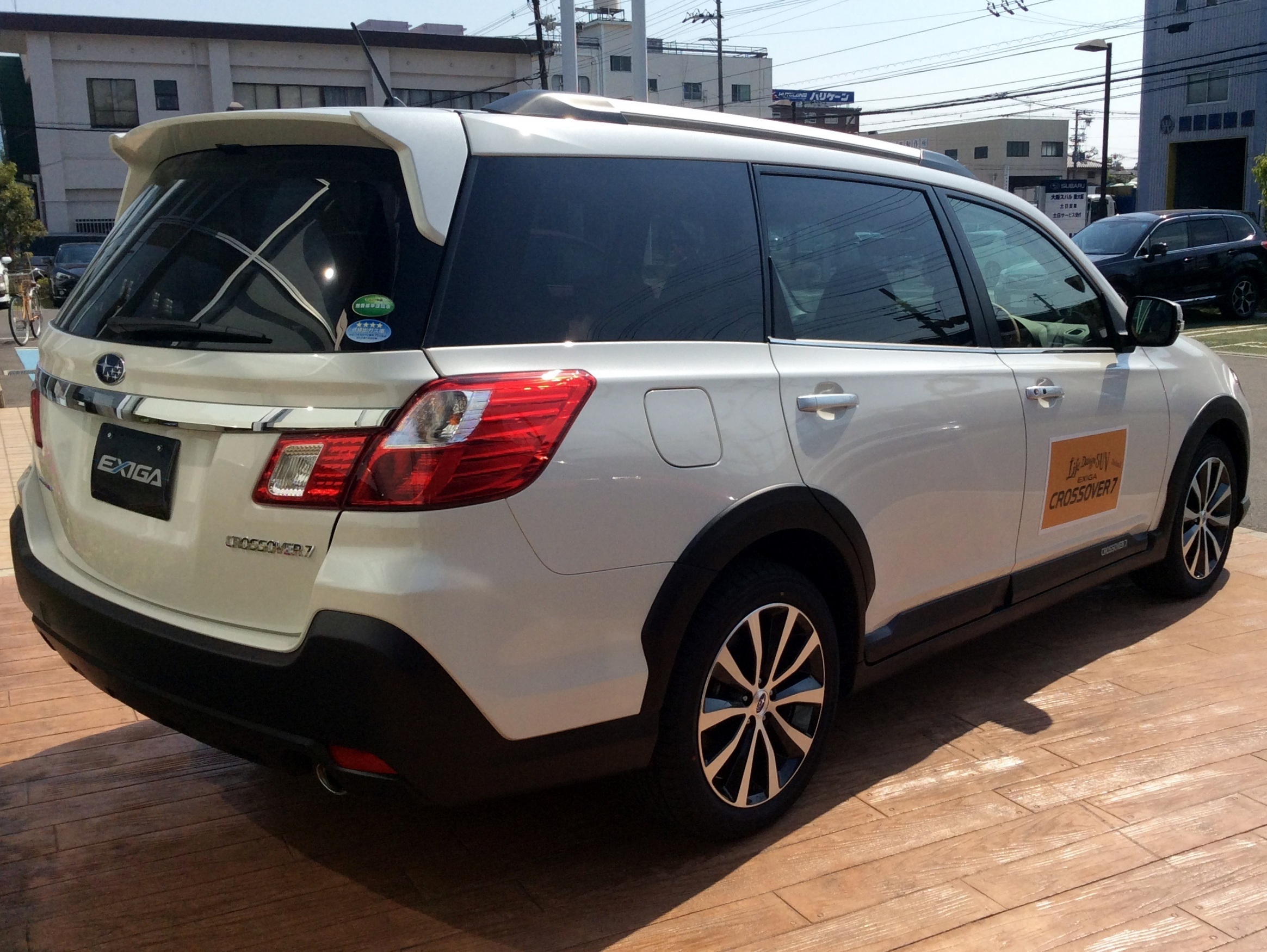
Exiga Crossover 7車尾

## 外部連結
- （日語）日本官方網站